# Eleccions legislatives austríaques de 1953
Les eleccions legislatives del 1953 a Àustria, al Consell Nacional van ser el 22 de febrer de 1953. Els populars foren la força més votada i Julius Raab fou nomenat canceller.

## Resultats
Resum dels resultats electorals de 22 de febrer de 1953 al Consell Nacional d'Àustria
| Partits                    | Partits                                                                                 | Vots      | +/- | %     | +/-  | Escons | +/- |
| -------------------------- | --------------------------------------------------------------------------------------- | --------- | --- | ----- | ---- | ------ | --- |
|                            | Partit Popular d'Àustria (Österreichische Volkspartei)                                  | 1.781.777 |     | 41,3  | -2,7 | 74     | -3  |
|                            | Partit Socialdemòcrata d'Àustria (Sozialdemokratische Partei Österreichs)               | 1.818.517 |     | 42,1  | +3,4 | 73     | +6  |
|                            | Federació d'Independents (Wahlpartei der Unabhängigen)                                  | 472.866   |     | 10,9  | -0,8 | 14     | -2  |
|                            | Oposició Popular Electoral Austríaca (Wahlgemeinschaft Österreichische Volksopposition) | 228.159   |     | 5,3   | +0,2 | 4      | -1  |
|                            | Altres                                                                                  | 17.369    |     | 0,4   | -    | -      | -   |
|                            | Total (participació 94,15%)                                                             | 4.318.538 |     | 100.0 |      | 165    |     |
| Font: Siemens Austria, BMI |                                                                                         |           |     |       |      |        |     |